# لودکوپینیه
شهر لودکوپینیه (به سوئدی: Löddeköpinge) در ناحیه شهری شولینیه در کشور سوئد واقع شده‌است. جمعیت این شهر ۱۶۱۹٫۷۶ نفر است.